# Arroyo de los Ángeles
Arroyo de los Ángeles es un barrio situado en el distrito de Palma-Palmilla de la ciudad andaluza de Málaga, España. Según la delimitación oficial del ayuntamiento, limita al norte con el barrio de La Roca y el Monte Coronado; al este, con el barrio de Martiricos; y al sur con los barrios de La Trinidad, Victoria Eugenia y Parque Victoria Eugenia.

## Transporte
En autobús queda conectado mediante las siguientes líneas de la EMT: 
| Línea | Trayecto                                   | Recorrido | Frecuencia    |
| ----- | ------------------------------------------ | --------- | ------------- |
| C2    | Circular 2                                 | Recorrido | 11-12 minutos |
| 7     | Parque Litoral - Miraflores de los Ángeles | Recorrido | 10-11 minutos |
| 15    | La Virreina - Santa Paula                  | Recorrido | 11-12 minutos |
| 17    | Alameda Principal - La Palma               | Recorrido | 10 minutos    |
| N2    | Plaza de la Marina - Circular              | Recorrido | 50-55 minutos |